# بریو (مرورگر وب)
بریو (به انگلیسی: Brave) یک مرورگر وب آزاد و متن‌باز است. با سیستم پرداخت به گشت‌وگذار و بر پایهٔ مرورگر کرومیوم و موتور چیدمان بلینک ساخته شده است. ساخت این مرورگر را یکی از بنیان‌گذاران پروژه موزیلا و خالق جاوااسکریپت یعنی برندان آیک اعلام کرد.
این مرورگر ادعا می‌کند که از دنباله‌گیری‌های اینترنتی جلوگیری می‌کند و تبلیغات اینترنتی سرزده و مزاحم را حذف می‌کند؛ همچنین ادعا می‌کند که برای بهبود حفظ حریم خصوصی آنلاین، داده‌های کمتری را از کاربران خود برای تبلیغات به اشتراک می‌گذارد. تا سال ۲۰۱۸ یک نسخه پایدار برای ویندوز، مک‌اواس و لینوکس و همچنین در نسخهٔ پایدار را آی‌اواس و اندروید در دسترس است. نسخه فعلی دارای ۲۰ موتور جستجو به‌طور پیش فرض است از جمله داک‌داک‌گو، گوگل، StartPage، اکوزیا، Qwant و یاندکس اند. بریو همچنین با داک‌داک‌گو همکاری می‌کند.

## تاریخ ساخت
اچ‌تی‌تی‌پی‌اس همه‌جا داخل مرورگر یکپارچه شده‌است.
الگوریتم موتور جلوگیری تبلیغات از زبان سی‌پلاس‌پلاس استفاده می‌کرد اما با زبان راست بازنویسی شده‌است.

## نقدها و بررسی
با بریو می‌توان به ویکی‌پدیا کمک مالی کرد.
بهترین مرورگر حال حاضر از لحاظ حریم شخصی از نظر تحلیل ماه مارس ۲۰۲۱ روزنامه نیویورک تایمز بریو بود.

## ویژگی‌ها
بریو از سرویس اونیون روتر تور پشتیبانی می‌کند.
پروتکل IPFS P2p انتقال اطلاعات در بریو به شکل بومی گنجانده شده‌است.
بریو از نام دامنه بلاک‌چین یا نامتمرکز ارز رمز پشتیبانی می‌کند.

### بت

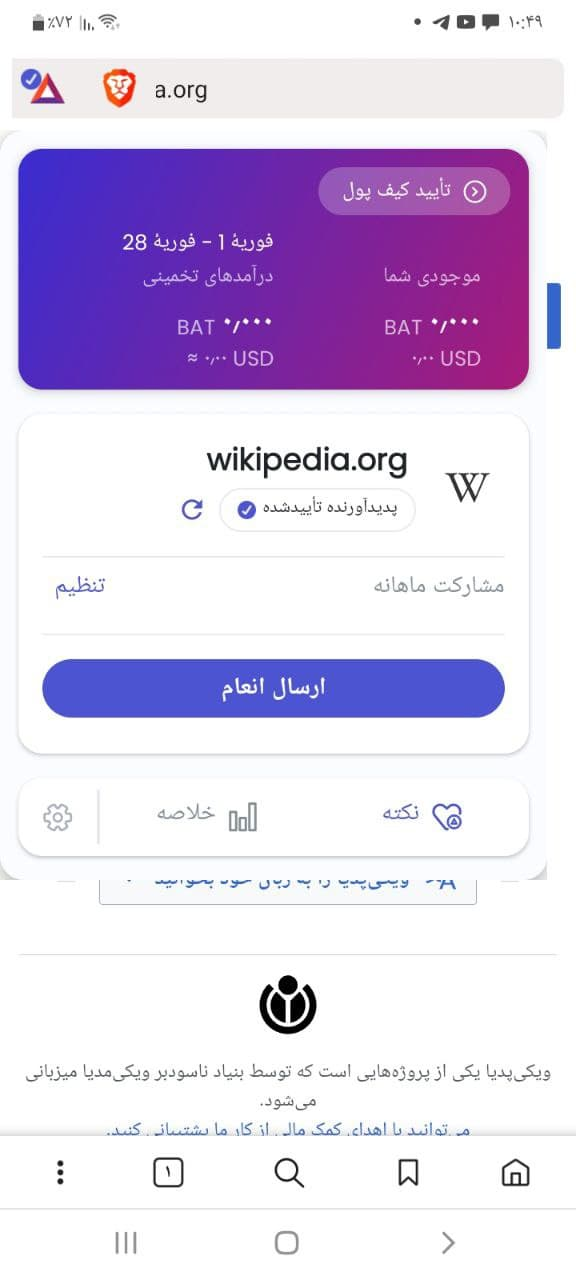

Basic Attention Token به‌اختصار BAT پلتفرم متن‌باز نامتمرکز برای خرید و فروش آگهی بر اساس اتریوم است.

بریو در ازای قبول کردن تبلیغ دیدن به کاربر پول می‌دهد و کیف پول آن‌ها را شارژ می‌کند.

نماد بت BAT

### سایر ویژگی‌ها
بریو سرچ موتور جستجوی مخصوص در حال ساخت است.
بریو را می‌توان از طریق فروشگاه اپیک گیمز استور (games store Epic) دانلود و اجرا کرد.